# 충주삼원초등학교
충주삼원초등학교는 충청북도 충주시 봉방동에 있는 공립 초등학교이다.

## 학교 연혁
- 1946년 9월 1일, 충주본정국민학교 설립 인가
- 1946년 10월 20일, 충주삼원국민학교로 교명 변경
- 1948년 6월 15일, 현재 위치(봉방동)로 학교 신축 이전
- 1950년 5월 3일, 제1회 졸업식(142명 졸업)
- 1992년 12월 17일, 본관 신축 개축
- 1996년 3월 1일, 충주삼원초등학교로 교명 변경
- 1997년 9월 10일, 발명영재교실 4개실 설치
- 1999년 6월 17일, 교육부지정 과학교육 시범학교
- 2018년 2월 13일, 제 69회 졸업식(65명 졸업, 졸업생 누계 총 17,676명)

## 참고 자료
- 충주삼원초등학교 - 한국교육학술정보원 학교알리미